# Jean Cassaigne Sanh
Marie Pierre Jean Cassaigne Sanh (30 tháng 1 năm 1895 - 31 tháng 10 năm 1973) là một giám mục Công giáo người Pháp thuộc Hội Thừa sai Paris, phục vụ tại Việt Nam. Ông từng giữ chức Đại diện Tông Toà Hạt Đại diện Tông Tòa Sài Gòn từ năm 1941 đến năm 1955. Ông nổi tiếng là vị giám mục của người phong vì sự quan tâm đặc biệt của ông đối với những người mắc bệnh phong.
Khoảng năm 1927, linh mục Jean Cassaigne chọn một khu đất dưới chân đồi nhằm xây dựng các ngôi nhà tranh để chăm sóc các bệnh nhân phong. Nơi đây, ông chung sống, hàng ngày băng bó săn sóc cho những người mắc bệnh phong cùi bị mọi người xa lánh. Ông ở trại phong Di Linh do mình thành lập vào hai giai đoạn, từ năm 1927 đến năm 1941 khi được bổ nhiệm làm giám mục và sau khi từ chức năm 1955 cho đến khi qua đời năm 1973.
Jean Cassaigne là một trong số 25 người Công giáo thuộc các giáo hội địa phương trên toàn thế giới được Hội Giáo hoàng Truyền giáo, Bộ Loan báo Tin Mừng cho các Dân tộc chọn làm mẫu gương cho đời sống đức tin Công giáo cũng như việc loan truyền đức tin Công giáo. Họ là những nhân vật đại diện cho Tháng Truyền giáo Ngoại thường, tổ chức vào tháng 10 năm 2019. Ông được đề cập đến trong tập sách được xuất bản nhằm mục đích chào đón sự kiện trên, Tháng Truyền giáo Ngoại thường với Đức Cha Jean Cassaigne.

## Thiếu thời và tu tập
Jean Cassaigne Sanh sinh ngày 30 tháng 1 năm 1895 với tên khai sinh là Jean Pierre Marie Cassaigne, là con trai duy nhất của một tiểu thương bán rượu là ông Joseph Cassaigne, mẹ là bà Nelly ở phường Grenade, Adour, địa phận Dax, vùng Tây Nam nước Pháp.
Jean Cassaigne lần đầu tiên nhận bí tích Thánh Thể vào ngày 29 tháng 7 năm 1906 và nhận bí tích Thêm Sức sau đó gần một năm vào ngày 26 tháng 5 năm 1907. Vì rất nghịch nên năm 12 tuổi, thân phụ gửi Jean Cassaigne vào trường nội trú do các tu sĩ dòng La San (thường gọi là sư huynh La San) điều hành, với kỷ luật rất nghiêm ngặt.
Jean Cassaigne là học sinh thiếu kỷ luật tại trường, ham chơi và đứng đầu các môn thể thao nhưng luôn góp mặt vào các vụ việc lộn xộn tại trường. Cậu được ghi nhận là biết nhận lỗi của mình. Cậu ham đọc sách, đặc biệt là ham thích đọc cuộc đời các vị truyền giáo ở Á Châu. Những quyển sách mà cậu Jean Cassaigne thích nhất là Những cuộc hành trình truyền giáo của linh mục Đắc Lộ và Hạnh Các Vị Tử Đạo Tiên Khởi Việt Nam. Hai quyển sách này tác động đến ý định truyền giáo sau này của cậu. Mãn hạn học tại trường La San, giám thị trường nhắn nhủ thân phụ ông để ý đến con vì cho rằng cậu chẳng làm nên trò trống gì.
Lên cấp hai trung học, Jean Cassaigne bị buộc theo ngành Thương nghiệp để nối tiếp nghề của cha. Nhưng ông chỉ muốn vào chủng viện. Cha cậu không ngăn cản, chỉ mong muốn cậu tu trì ở địa điểm gần nhà. Tuy vậy, vì mong muốn truyền giáo ở các địa điểm xa, cậu xin vào Chủng viện truyền giáo của Hội Thừa sai Paris.
Tháng 7 năm 1914, chiến tranh Pháp-Đức bùng nổ, chủng viện tạm đóng cửa và chủng sinh Cassaigne xin nhập ngũ. Cậu được biên chế vào Lữ đoàn Long kỵ binh số 6 rồi được đưa ra mặt trận Noyon, cách Paris 80 cây số về hướng Bắc. Bốn năm sau đó, ngày 14 tháng 7 năm 1918, chiến tranh kết thúc, cậu được huân chương Anh dũng Bội tinh và từ chối đề nghị hôn nhân. Ngày 26 tháng 9 cùng năm, Jean Cassaigne trở lại Chủng viện truyền giáo Hội Thừa sai Paris.

## Linh mục

### Đến Việt Nam, quản nhiệm Di Linh
Ngày 19 tháng 12 năm 1925, Cassaigne được thụ phong linh mục. Năm 1926, tên ông nằm trong danh sách 8 tu sĩ thừa sai được cử đi các nước Viễn Đông: Ấn Độ, Trung Hoa, Nhật Bản, Lào. Trong đó, ông được chọn mục vụ tại Việt Nam. Nhiệm sở chính thức được công bố vào ngày 10 tháng 2 năm 1926.
Ngày 6 tháng 4 năm 1926, linh mục Cassaigne từ giã gia đình tại ga Lyon đi Marseille rồi qua Việt Nam, ngày 5 tháng 5, tàu cập bến Sài Gòn, Linh mục Cassaigne được đưa về Cái Mơn học tiếng Việt, chọn tên Việt Nam là Gioan Sanh. Việc học tiếng Việt được tiến hành chỉ sau năm ngày linh mục Sanh đến Việt Nam. Ông được cử đến Cái Mơn và ở cạnh linh mục Delignon nhằm mục đích học tiếng Việt. Việc học tiếng Việt sau đó kết thúc sớm do nhu cầu truyền giáo, ông được cử làm linh mục quản nhiệm giáo điểm truyền giáo (thí điểm truyền giáo) tại Cao nguyên Trung phần DJIRING (Di Linh). Việc bổ nhiệm này xảy ra vào ngày 24 tháng 1 năm 1927, khi Giám mục Isidore-Marie Dumortier Đượm M.E.P. cử linh mục Cassaigne đến Di Linh, một vùng chưa có tín hữu Công giáo và là nơi sinh sống của người dân tộc K’Ho.
Sau kỳ cấm phòng, linh mục Cassaigne tháp tùng linh mục Nicolas đến Đà Lạt. Ngày 24 tháng 1 năm 1927, linh mục Cassaigne được đưa đến Di Linh. Hỗ trợ tân linh mục tại nơi này có một người hỗ trợ nấu ăn, ông Mười điếc và một cậu giúp lễ tên Nhân. Thánh lễ Công giáo đầu tiên được tổ chức tại một nhà dân thuộc vùng Di Linh vào ngày 30 tháng 1, ngoài vị linh mục chỉ có bốn người khác, gồm ông Mười điếc, cậu giúp lễ và cặp vợ chồng công nhân. Tại Di Linh, ông được cung cấp một ngôi nhà dựng bằng cây, có gác. Ông cử hành lễ Công giáo tại một căn phòng thuộc căn nhà với bàn thờ là một bàn đọc. Việc cử hành lễ tại nhà này kéo dài đến sáu tháng sau khi ông đến đây. Nói về vật chất, ông cho biết nơi Di Linh không có nguồn lợi, nhưng vẫn có đồ dùng tiếp tế.
Ngày 14 tháng 11 năm 1927, linh mục Jean Cassaigne mắc bệnh sốt rét và nằm li bì, không thể ăn uống trong thời gian một tuần. Sức lực ông cạn kiệt và thân hình xanh xao. Căn bệnh này thực tế lặp đi lặp lại trong suốt thời gian ông ở tại Di Linh, 14 năm. Tuy vậy, linh mục Sanh giấu bệnh với giám mục vì lo lắng bị thuyên chuyển đến nhiệm sở khác. Nhiều lần do thấy linh mục Sanh vắng mặt quá lâu, các linh mục có nhiệm sở ở gần Di Linh đến thăm thì phát hiện linh mục Sanh cùng các cộng sự viên là cậu giúp lễ và ông nấu ăn đều đang đau bệnh. Tuy vậy, việc thuyết phục linh mục này đến bệnh viện chữa bệnh là không thể vì ông kiên quyết ở lại với giáo dân. Lần đầu tiên đưa được linh mục Cassaigne đến bệnh viện chỉ kéo dài chưa đầy một tháng, với nguyên do khởi sự từ giám mục Dumortier yêu cầu linh mục Quản lý đến thăm linh mục Cassaigne. Linh mục này sau khi nhận thấy tình hình tại đây đã yêu cầu đưa xe đến Di Linh đưa linh mục Cassaigne đến bệnh viện.
Buổi đầu về nhận xứ, linh mục Sanh bận rộn với nhiều công việc khác nhau: truyền và dạy đạo lý Công giáo và nâng cao đời sống cho người dân. Vào ban ngày, ông dạy chữ cho trẻ em, ban chiều thì dạy lớp giáo lý Công giáo dành cho những người mong muốn gia nhập đạo Công giáo và đến tối mở lớp dạy học cho người lớn. Linh mục Sanh có biệt danh Oâng lớn làm thuốc vì ông thường chữa trị và phát thuốc khi có người đau ốm. Chính việc này mà ông nhận được sự quý mến từ nhiều người. Chiều ngày 7 tháng 12 năm 1927, một người phụ nữ đồng ý theo Công giáo trước khi bà qua đời. Đây là tín hữu Công giáo đầu tiên tại vùng đất này được ông cho nhập đạo. Sau đó hơn hai năm, ngày 19 tháng 3 năm 1930 mới có ông K’Brai theo Công giáo với tên thánh bổn mạng là Giuse.
Đến Di Linh, linh mục Cassaigne tiếp cận với những người dân tộc bản địa và nhanh chóng học tiếng nói của họ. Vào thời gian này, tiếng dân tộc chỉ là ngôn ngữ nói, chưa có chữ viết. Ông thường xuyên trò chuyện và lần mò, sáng tạo các phiên âm tiếng dân tộc. Sau đó không lâu, ông đã có thể trò chuyện với người dân tộc cách thông thạo, dịch được một số kinh, bài hát ra tiếng dân tộc. Quá trình học tiếng K’Ho của ông là nghe người dân tộc nói vào ban ngày và đến đêm thì biên soạn và dần cho ra đời cuốn sách "Thượng ngữ" bỏ túi với 3 thứ tiếng: K’Ho, Pháp, Việt, lần đầu xuất bản ngày 28 tháng 12 năm 1929. Sau đó, ông xuất bản cuốn “Phong tục tập quán người dân tộc Kơ Ho” vào tháng 12 năm 1937 và “Giáo lý cho người Kơ Ho” vào năm 1938.
Năm 1936, họ đạo Công Hinh được thành lập và nhà nguyện họ đạo khánh thành vào ngày 15 tháng 8 cùng năm. Đầu năm 1939, linh mục Jean Cassaigne cùng giáo dân K’Brai đi thăm các làng Kulbum, B’Sout, K’Rot và cho hình thành giáo điểm Kala (nay là giáo xứ Kala, Giáo phận Đà Lạt).
Sau 14 năm lãnh đạo xứ Di Linh, linh mục Jean Cassaigne đã đóng góp cho giáo hội Công giáo địa phương một nhà thờ cùng nhóm 795 giáo dân gồm: 15 người Pháp, 134 người Kinh, 218 người Thượng, 350 giáo dân tại Công Hinh, 78 người Thượng tại làng cùi. Ngoài ra còn có 133 tân tòng (người mới gia nhập đạo Công giáo) đang chuẩn bị lãnh nhận Bí tích Rửa Tội.

### Linh mục trẻ và người bệnh phong
Cuối năm 1928, trong chuyến thăm viếng một làng Thượng ở xa, linh mục Jean Cassaigne tình cờ gặp gỡ những người mắc bệnh phong, đây là lần đầu tiên ông gặp những người bệnh. Những bệnh nhân này thân hình xác xơ và què quặt. Linh mục Cassaigne sau đó quyết định thành lập làng cùi trên khu đất trống dưới chân đồi mang biệt số 1081 cách nhà xứ Di Linh gần 1.000 mét. Ngày 11 tháng 4 năm 1929, làng cùi Di Linh chính thức được công nhận. Tổng số người cùi ngày khánh thành là 21 người, đến cuối năm 1929 tăng lên 33 người.
Cùng trong năm 1929, Jean Cassaigne thành lập trường học đầu tiên tại Di Linh, lúc đầu trường chỉ có 2 lớp với 32 học sinh (toàn là người dân tộc Kơ Ho) đặt ở trong nhà xứ.
Jean Cassaigne lâm bệnh sốt rét rừng, buộc phải về Pháp chữa trị trong 9 tháng, từ ngày 2 tháng 4 năm 1932 đến ngày 22 tháng 2 năm 1933, khi ông từ Pháp về đến Sài Gòn.
Ngoài các việc chăm sóc thông thường, linh mục Jean Cassaigne Sanh còn đóng vai trò hộ sinh, giúp một người mẹ phong cùi sinh con. Biết sự việc, Giám mục Drapier trách ông quá liều lĩnh. Ông giải thích: "Ở đây cả làng không có một y tá hay cô đỡ. Tôi là người duy nhất có 10 ngón tay. Nếu một người cùi chạm đến thai nhi thì nguy hiểm lắm. Bà sản phụ lại là một bệnh nhân lở loét, không ai dám đến gần". Công việc ngày càng nhiều, làng phong thêm con cháu, ông kêu gọi các nữ tu thuộc dòng Nữ Tử Bác Ái Vinh Sơn giúp cha chia sẻ số phận của người phong và được 3 nữ tu hỗ trợ ông chăm sóc bệnh nhân.
Tháng 6 năm 1936, linh mục Cassaigne cử hành nghi thức Công giáo, trao bí tích Rửa Tội cho 46 dự tòng, trong đó có 26 người mắc bệnh phong. Ông mời các nữ tu Đà Lạt về Di Linh đỡ đầu cho các tân tòng phong, các Nữ Tử Bác Ái, các kinh sĩ thánh Âu Tinh dòng Đức Bà vui mừng và hết lòng cộng tác với ông về tinh thần và vật chất, như mở trường, dạy giáo lý… Hoàng hậu Nam Phương gửi một số tiền để tổ chức lễ Rửa tội cho các tân tòng, bà nhiệt tình ủng hộ công việc truyền giáo của ông hàng năm.
Tại Di Linh, linh mục Cassaigne từng có dịp trả lời chất vấn với một thanh tra cao cấp của bộ Thanh tra Giáo dục Đông Dương khi ông này đi nhầm đến làng phong khi đang trong quá trình săn bắn. Khung cảnh của buổi hội thoại này xảy ra khi linh mục Sanh đang tiến hành băng bó cho một người rụng hết ngón tay, ngón chân:
| “ | - Ông có quyền nào mà dám mở nhà điều trị căn bệnh ghê sợ này? Ông xuất thân từ Đại học Y khoa nào? - Tôi chỉ là một linh mục nhưng thấy bệnh nhân quá khổ, sống chui rúc trong rừng sâu rồi chết chẳng ai hay biết, nên tôi thấy có bổn phận thương và chăm sóc họ. Nơi đây tôi vừa là giám đốc vừa là y tá, y công, kể cả hộ sinh nữa! Hiện nay có 129 bệnh nhân, tôi phải ngửa tay xin các nhà từ tâm trợ lực mới kéo dài được cuộc sống của họ đến hôm nay. | ” |

Sau cuộc trò chuyện này, một tháng sau đó, linh mục Sanh nhận được một thùng thuốc được ký gửi bởi Tổng Thanh tra Giáo dục Đông Dương.
Câu chuyện về tấm lòng của linh mục Jean Cassaigne Sanh lan truyền đến tận Paris. Năm 1939, ông được nhận Huy chương bạc do Viện Hàn lâm Y học Paris gửi tặng, dù ông chưa bao giờ đặt chân vào một trường y nào.

## Giám mục
Ngày 20 tháng 2 năm 1941, Toà Thánh bổ nhiệm linh mục Jean Cassaigne Sanh làm giám mục và Đại diện Tông Toà Hạt Đại diện Tông Tòa Sài Gòn. Sau những ngày do dự, mặc dầu tâm hồn nặng trĩu, ông đã phải đánh điện qua Rôma: FIAT (Xin vâng!)
Ngày 24 tháng 6 ngày 1941, lễ tấn phong cho tân Giám mục Cassaigne lễ diễn ra ở Nhà thờ chính tòa Đức Bà Sài Gòn. Chủ phong trong nghi thức truyền chức cho vị tân chức là Tổng giám mục Antonin-Fernand Drapier O.P., Khâm sứ Tòa Thánh tại Việt Nam. Ngoài ra, còn có hai vị phụ phong, gồm Giám mục Jean-Baptiste-Maximilien Chabalier M.E.P., Đại diện Tông tòa Hạt Đại diện Tông tòa Phnôm-Pênh, Campuchia và giám mục Phêrô Máctinô Ngô Đình Thục, Đại diện Tông tòa Hạt Đại diện Tông tòa Vĩnh Long.
Ngày 23 tháng 6 năm 1943, linh mục Bùi Văn Nho đến mừng lễ Bổn mạng giám mục Jean Cassaigne (lễ kính thánh Gioan Baotixita), nơi giám mục Cassaigne vừa đọc phiếu kết quả xét nghiệm xác nhận mình bị nhiễm trực khuẩn Hansen (tức là mắc bệnh phong). Jean Cassaigne Sanh cười nói: Đây là quà lễ quan thầy của tôi.
Linh mục Nho sững sờ: Ôi, Đức Cha bị nhiễm phong rồi? Giám mục Sanh cười và đáp: Không phải bị mà là được vì được về Di Linh với đoàn con! Có đau mới hiểu người đau và biết thương họ nhiều hơn.
Thời khói lửa, xã hội, Giáo hội cùng đất nước bị phân chia nhiều thành phần đối kháng nhưng vị giám mục Sài Gòn không thiên vị một phe nào, tận tình phục vụ mọi người. Cửa tòa giám mục luôn mở rộng đón tiếp mọi người. Nơi nào có nhu cầu hay tai họa, ông kiếm cách giúp đỡ ủi an. Lối vào Toà Giám Mục rộng mở tự do và bất cứ ai cũng có thể gõ cửa văn phòng của Giám mục Cassaigne. Ông cũng thường đi xe đạp hoặc xe Vespa thăm các khu vực còn nghèo khó ở Sài Gòn và khắp địa phận của mình.
Ngày 19 tháng 12 năm 1954, vào ngày kỷ niệm thụ phong linh mục, ông cử hành lễ tạ ơn. Ông phát hiện vị trí phía trên cổ tay một chút của mình cả một vết đỏ màu hồng rượu. Sau khi lễ xong, ông lấy kim khâu châm vào và nhận ra đó là dấu hiệu của bệnh phong vì không cảm thấy đau.
Ông gửi thư cho Khâm sứ Tòa thánh ở Việt Nam và Tổng quyền Hội Thừa sai Paris (ngày 5 tháng 3 năm 1955) xin từ chức trở về Di Linh. Mãi đến năm 1955, Tân Giám mục Simon Hòa Nguyễn Văn Hiền được Toà thánh bổ nhiệm thay ông làm Đại diện Tông toà Hạt Đại diện Tông tòa Sài Gòn, lúc này ông mới về Di Linh vào ngày 2 tháng 12 năm 1955, tức hai ngày sau lễ tấn phong tân giám mục.

## Trở về Di Linh và qua đời
Ngày 2 tháng 12 năm 1955, Giám mục Jean Cassaigne di chuyển giữa các lều để chăm sóc bệnh nhân phong. Gần trưa, ông dạy giáo lý Công giáo cho các trẻ em. Sau khoảng trưa, ông đi đến các ngôi nhà để ghi lại những nhu yếu phẩm cần lên tỉnh mua cho những bệnh nhân và luôn luôn mua thuốc điếu.
Kể từ sau năm 1955, Jean Cassaigne Sanh tiếp tục phục vụ bệnh nhân mặc dù bản thân còn mang thêm bệnh sốt rét rừng, lao xương, lao phổi… Nhiều người muốn đưa ông về Pháp chữa trị nhưng ông từ chối: "Tôi là người Pháp nhưng trái tim tôi là của người Việt Nam. Tôi muốn sống trong đau khổ và chết nơi đây. Việt Nam là quê hương của tôi". Bệnh phong của ông không phát lộ nhiều qua da, nhưng tấn công hệ thần kinh. Kể từ năm 1970, các bệnh cũ của Giám mục Sanh trở nặng: sốt rét, cột sống bị gặm nhấm và dạ dày không thể tiếp nhận cả rượu lễ. Cuối tháng 10 năm 1971, xương đùi ông bị gãy và từ thời điểm này, ông không thể rời giường bệnh.
Đầu năm 1973, ông lâm vào trạng thái lúc tỉnh lúc hôn mê. Đến ngày 31 tháng 10 năm 1973 thì ông qua đời. Tang lễ của ông có khoảng trên 3.000 người đến viếng. Trong số những người đến viếng ông có cả Thượng toạ Phật giáo và đại diện chính quyền Việt-Pháp. Năm đêm liền, có rất đông người K’Ho cả bệnh tật và khoẻ mạnh từ các rừng núi, buôn làng cùng về, mặc tang phục trắng, canh thức suốt đêm bên cạnh linh cữu ông.

## Ước nguyện cá nhân
Giám mục Jean Cassaigne Sanh có ba ước nguyện trong cuộc đời mình:
| “ | 1. Tôi ao ước được đau khổ vì Chúa và vì người anh em; 2. Tôi ao ước được đau khổ như vậy lâu dài, suốt đời và được vững lòng chịu đựng; 3. Tôi ao ước được an nghỉ giữa các con cái phong của tôi. | ” |

## Tông truyền
Giám mục Jean Cassaigne Sanh được tấn phong năm 1941, thời Giáo hoàng Pius XI, bởi:
- Chủ phong: Tổng giám mục Antonin-Fernand Drapier O.P., Khâm sứ Tòa Thánh tại Việt Nam.
- Phụ phong: Giám mục Jean-Baptiste-Maximilien Chabalier M.E.P., Đại diện Tông Tòa Hạt Đại diện Tông Tòa Phnôm-Pênh, Campuchia và Giám mục Phêrô Máctinô Ngô Đình Thục, Đại diện Tông Tòa Hạt Đại diện Tông Tòa Vĩnh Long.

Giám mục Jean Cassaigne Sanh là giám mục phụ phong trong nghi thức tấn phong cho các giám mục sau:
- Năm 1942, Jean Liévin Joseph Sion Khâm M.E.P., cố Đại diện Tông Tòa Hạt Đại diện Tông Tòa Kon Tum.
- Năm 1955, Simon Hòa Nguyễn Văn Hiền, cố giám mục Tiên khởi Giáo phận Đà Lạt.
- Năm 1955, Phaolô Nguyễn Văn Bình, cố tổng giám mục Tiên khởi Tổng giáo phận Sài Gòn.
- Năm 1961, Philípphê Nguyễn Kim Điền, cố tổng giám mục Tổng giáo phận Huế.
- Năm 1961, Micae Nguyễn Khắc Ngữ, cố giám mục Tiên khởi Giáo phận Long Xuyên.
- Năm 1961, Antôn Nguyễn Văn Thiện, cố giám mục Tiên khởi Giáo phận Vĩnh Long.
- Năm 1961, Giuse Trần Văn Thiện, cố giám mục Tiên khởi Giáo phận Mỹ Tho.
- Năm 1966, Giuse Phạm Văn Thiên, cố giám mục Tiên khởi Giáo phận Phú Cường.
- Năm 1966, Phanxicô Xaviê Trần Thanh Khâm, cố giám mục phụ tá Tổng giáo phận Sài Gòn.